# Berfay
Berfay település Franciaországban, Sarthe megyében. Lakosainak száma 334 fő (2022. január 1.). Berfay Vibraye, Valennes, Rahay, Conflans-sur-Anille és Semur-en-Vallon községekkel határos.

## Népesség
A település népességének változása:
| Lakosok száma | 356  | 337  | 346  | 328  | 330  | 333  | 335  | 335  | 334  |
|               | 2013 | 2015 | 2016 | 2017 | 2018 | 2019 | 2020 | 2021 | 2022 |